# Mary Renault
Mary Renault, właściwie Eileen Mary Challans (ur. 4 września 1905 w Londynie, zm. 13 grudnia 1983 w Kapsztadzie) – angielska pisarka, najbardziej znana z powieści historycznych osadzonych w starożytnej Grecji.

### Powieści współczesne
- Purposes of Love (1939)
- Kind Are Her Answers (1940)
- The Friendly Young Ladies (1943)
- Return to Night (1947)
- The North Face (1948)
- The Charioteer (1953)

### Powieści historyczne
- The Last of the Wine (1956)
- The King Must Die (1958)
- The Bull from the Sea (1962)
- The Mask of Apollo (1966)
- Ogień z niebios (Fire from Heaven, 1969, wyd. pol. 1996)
- Perski chłopiec (The Persian Boy, 1972, wyd. pol. 1997)
- The Praise Singer (1978)
- Igrzyska żałobne (Funeral Games, 1981, wyd. pol. 1998)

### Literatura faktu
- The Nature of Alexander (1975)
- Lion in the Gateway: The Heroic Battles of the Greeks and Persians at Marathon, Salamis, and Thermopylae (1964)